# Luca Cantagalli
Luca Cantagalli (Cavriago, 8 dicembre 1965) è un allenatore di pallavolo ed ex pallavolista italiano, di ruolo schiacciatore.
Soprannominato Bazooka o Il sindaco, è un membro della cosiddetta generazione di fenomeni.

## Caratteristiche tecniche

### Giocatore
Considerato uno dei più grandi attaccanti della storia della pallavolo mondiale, la potenza delle sue schiacciate gli valse il soprannome di Bazooka. In considerazione della sua lunga militanza a Modena (17 stagioni), i tifosi di quella città lo chiamarono anche Sindaco.

## Carriera

### Giocatore

#### Club

Cantagalli alla Daytona nel 1993

Disputate le giovanili a Cavriago, esordì direttamente nella massima categoria italiana nel 1980-81, con la maglia della Panini di Modena; in dieci stagioni disputate con la maglia gialloblù vinse quattro scudetti consecutivi tra il 1985-86 e il 1988-89), oltre alla Coppa dei Campioni del 1990, a tre Coppe CEV e a quattro Coppe Italia. Lasciò poi il club modenese, colto nel triennio successivo da una crisi economica.
Nel 1990-91 passò quindi al Treviso; nelle tre stagioni venete colse i primi successi del club orogranata, con le Coppe CEV del 1991 e del 1993, e la Coppa Italia 1992-93. Nel 1993-94 rientrò a Modena, nel frattempo ristrutturatosi a livello societario e dove, sotto la nuova denominazione di Daytona, colse nuovi successi: tra gli altri, gli scudetti 1994-95 e 1996-97, tre Coppe Campioni e tre Coppe Italia.
Nel 1998-99 passò al debuttante Palermo con cui vinse una Coppa CEV. Ritornato per la terza volta a Modena, vinse lì un nuovo scudetto, il settimo della sua carriera, nel 2001-02. Annunciata l'intenzione di terminare la carriera nel 2005-06, dopo una travagliata stagione in cui aveva subito anche una squalifica quadrimestrale per doping causa positività al salbutamolo (contenuto in un farmaco per l'asma), ritornò ancora in campo nel 2006-07, in A2, con la maglia di Cavriago, squadra nella quale aveva esordito.
La fine ufficiale della sua carriera si può indicare con la partita dell'All Star Game del 5 novembre 2006, giocata tra l'Italia di Lega e l'All Star A1: sull'11-9 Zlatanov mandò una battuta direttamente in tribuna, e un arrabbiato Ferdinando De Giorgi, allenatore della selezione italiana, invocò platealmente la sostituzione; alla postazione dei commentatori si alzò, togliendosi giacca e cravatta, proprio Cantagalli, in quel momento lì per commentare la partita, e andò a battere quello che rimase l'ultimo servizio del Bazooka davanti a una standing ovation dei 5000 presenti quel giorno a Montichiari.

#### Nazionale

Cantagalli in nazionale nel 1996

Aveva debuttato in nazionale ad Aosta, il 18 marzo 1986, nella gara vinta dagli azzurri per 3-2 contro l'Argentina; in totale ha giocato 330 partite con la maglia dell'Italia, vincendo un argento olimpico, due ori mondiali e 3 europei.

### Allenatore
Nel 2009 fu ingaggiato come allenatore da Massa, neopromossa in A2. Dalla stagione 2012-13 allena la Tricolore di Reggio Emilia; lascia il club al termine della stagione 2015-2016, dopo l'eliminazione in semifinale play-off contro la Callipo, quando il suo contratto non viene rinnovato.
Dal 2018 torna al Modena come allenatore in seconda della squadra, agli ordini dapprima di Julio Velasco e poi di Andrea Giani.

### Dopo il ritiro
Diventò commentatore sportivo per l'emittente satellitare Sky Sport. 

## Palmarès

### Giocatore

#### Club

##### Competizioni nazionali
- Campionato italiano: 7

Panini/Daytona/Modena: 1985-86, 1986-87, 1987-1988, 1988-1989, 1994-95, 1996-97, 2001-02
- Coppa Italia: 9

Panini/Daytona:  1984-85, 1985-86, 1987-88, 1988-89, 1993-94, 1994-95, 1996-97, 1997-98
Treviso: 1992-93
- Supercoppa italiana: 1

Daytona: 1997

##### Competizioni internazionali
- Coppa dei Campioni: 4

Panini/Daytona: 1989-90, 1995-96, 1996-97, 1997-98
- Coppa delle Coppe: 2

Panini/Daytona: 1985-86, 1994-95
- Coppa CEV: 6

Panini/Modena: 1982-83, 1983-84, 1984-85, 1990-91, 2003-04
Palermo: 1998-99
- Supercoppa europea: 1

Daytona: 1995

#### Nazionale
- Olimpiadi

 1996
- Campionato mondiale maschile di pallavolo:

 1990, 1994
- Campionato europeo maschile di pallavolo:

 1989, 1993, 1995
 1991
- World League:

 1990, 1991, 1992, 1994
 1996
 1993
- World Top Four:

 1994
 1990
- World Super Six:

 1996
- Grand Champions Cup:

 1993
- Coppa del Mondo:

 1989
- Giochi del Mediterraneo:

 1991
- Goodwill Games:

 1990
- Campionato mondiale juniores di pallavolo maschile:

 1985
- Campionato europeo juniores di pallavolo maschile:

 1984